# 마휴
마휴(馬休, 178년? ~ 212년)은 중국 후한 말기 서량 지역의 세력가였던 마등(馬騰)의 차남이자 마초(馬超)의 동생이며, 마철(馬鐵)의 형이다.

## 행적
건안 13년(208년), 마등이 위위가 되어 업(鄴)으로 가면서 봉거도위에 임명되었다. 형 마초가 건안 16년(211년)에 조조(曹操)에게 반기를 들었다가 패배하여, 건안 17년(212년) 5월에 마등과 그 삼족이 멸해졌다.

## 《삼국지연의》에서의 마휴
《삼국지연의》에서는 211년에 마등이 입궐 부름을 받아 황도로 갈 때 수행하여, 조조를 암살할 계획을 세웠으나 그 계책을 간파하던 조조군과 싸우다 포로가 되었고 마등, 황규(黄奎)와 함께 처형되었다.

## 마휴의 친족관계

### 관련 인물
- 마대
- 마등
- 마철
- 마초
- 마원
- 마승